# ジョン・クロウ・ランサム
ジョン・クロウ・ランサム（John Crowe Ransom、1888年4月30日 - 1974年7月3日）はアメリカ合衆国の詩人、文芸批評家。

## 経歴
テネシー州生まれ。バンダービルト大学およびオックスフォード大学を卒業。1914年から1937年までバンダービルト大学で英文学を講じる傍ら、フューデジィブ・グループを結成し、南部文芸復興運動を担う。1922年から1925年まで、アレン・テートやロバート・ペン・ウォーレンらとともに文芸誌「逃亡者（The Fugitives）」を発刊するが、詩人としての活動は1925年頃までに終わる。
ケニヨン大学英文科教授を務め、反ロマン主義的なニュー・クリティシズムの基礎を築いた。1939年には米国で最も重要な文学季刊誌となる「ケニヨン・レビュー」を創刊。21年間の在職中、同誌において、アレン・テート、ロバート・ペン・ウォーレン、ウィリアム・エンプソンといった世界的作家の作品から、フラナリー・オコナーやロバート・ローウェルら当時「若手」とされた作家の作品に至るまで、様々な作品を紹介した。ケニオン・レビュー誌は、1940-50年代の英語圏において、最も影響力を持つ文学誌となった。1964年にSelected Poemsで全米図書賞を受賞。